# SNRNP200
 Хеликаза малого ядерного рибонуклеопротеина 200 кДа (U5)  — фермент, который в организме человека кодируется геном SNRNP200.
Сплайсинг пре-мРНК катализируется сплайсосомой, комплексом специализированных РНК и белковых субъединиц, который удаляет интроны из сегмента пре-мРНК. Сплайсосома состоит из малых ядерных белков РНК (мяРНП) U1, U2, U4, U5 и U6, вместе с примерно 80-ю консервативными белками. snRNP U5 содержит девять специфических белков. Этот ген кодирует один из snRNP-специфических белков U5, который, предположительно, принадлежит к DEXH-боксу семейства РНК хеликаз. Это основной компонент U4/U6-U5 мяРНП и, предположительно, катализирует АТФ-зависимое раскручивание U4/U6 РНК. Мутации в этом гене вызывают аутосомно-доминантный пигментный ретинит типа 33. Альтернативные варианты транскриптов сплайсинга, кодирующих различные изоформы были найдены, но в полный мере природа этих вариантов осталась неопределённой.